# Laura Dean
Laura Dean, nata Laura Francine Deutscher (27 maggio 1963), è un'attrice e doppiatrice statunitense.

## Filmografia parziale

### Attrice
Cinema
- Saranno famosi (Fame), regia di Alan Parker (1980)
- Apocalypse domani, regia di Antonio Margheriti (1980)
- Soup for One, regia di Jonathan Kaufer (1982)
- Una coppia quasi perfetta (Almost You), regia di Adam Brooks (1984)
- Chicago, regia di Rob Marshall (2002)

Televisione
- ABC Afterschool Specials - 3 episodi (1979-1984)
- The City - 5 episodi (1997)
- Friends - 4 episodi (1997)

### Doppiatrice
- The Easter Bunny Is Comin' to Town - film TV (1977)
- Thunderbirds 2086 - serie TV, 2 episodi (1982)
- The GLO Friends Save Christmas - film TV (1985)
- Mio mini pony - Il film (My Little Pony: The Movie) (1986)
- I rangers delle galassie (The Adventures of the Galaxy Rangers) - serie TV, 5 episodi (1986)
- Starla e le sette gemme del mistero (Princess Gwenevere and the Jewel Riders/Starla & the Jewel Riders) - 26 episodi (1995-1996)
- Christmas in Cartoontown - video (1996)